# Quận Escambia, Alabama
Quận Escambia là một quận thuộc tiểu bang Alabama, Hoa Kỳ. Dân số năm 2000 là 38.440 người. Quận lỵ là Brewton.